# Wavre NE
| NE ist das Kürzel für den Kanton Neuenburg in der Schweiz. Es wird verwendet, um Verwechslungen mit anderen Einträgen des Namens Wavre zu vermeiden. |

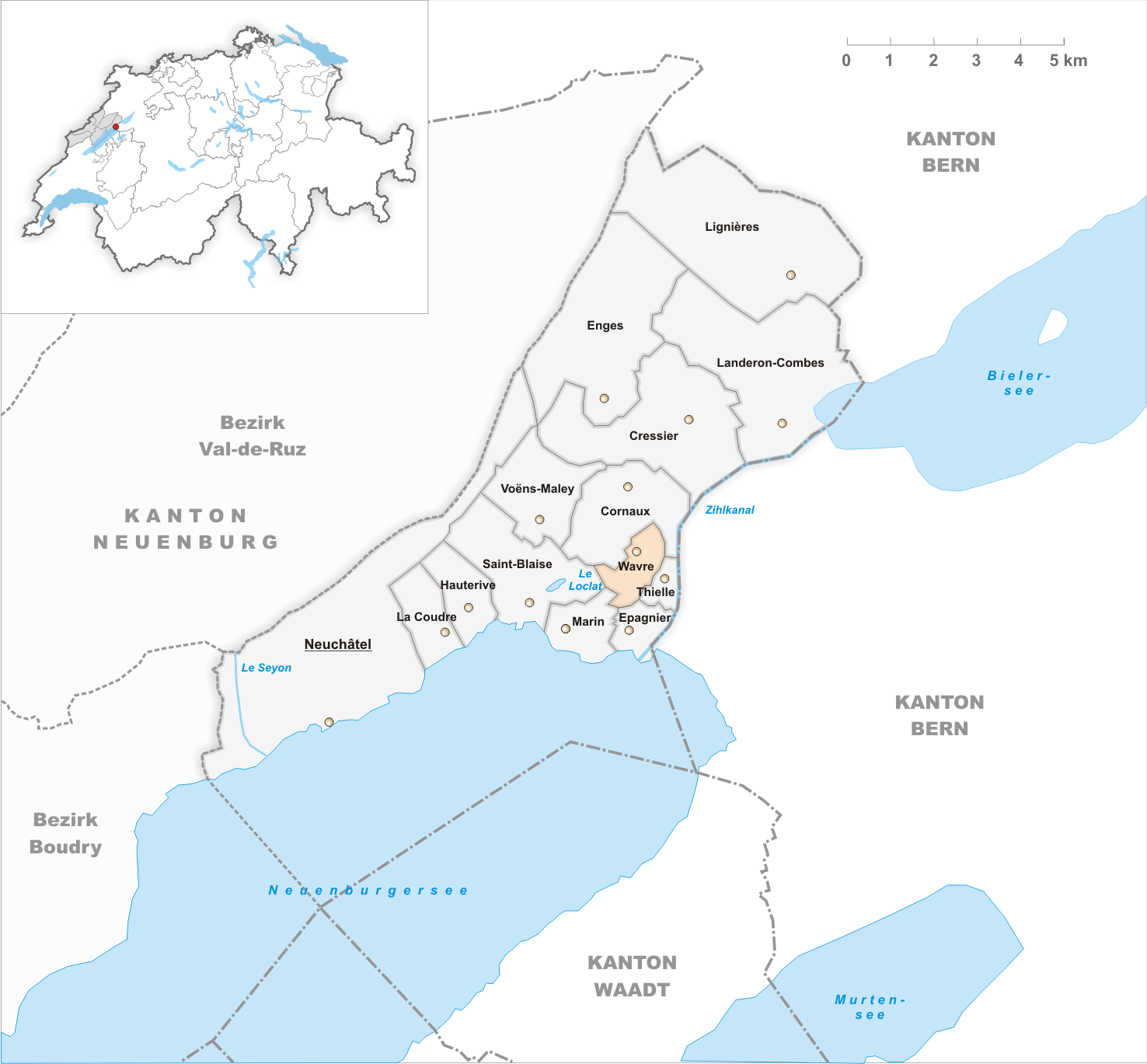
Gemeindestand vor der Fusion am 1. Januar 1888

Wavre ist ein Ort der politischen Gemeinde Laténa im Bezirk Neuenburg im Kanton Neuenburg in der Schweiz.
1888 fusionierte die damals selbständige Gemeinde Wavre mit der ehemaligen Gemeinde Thielle zur Gemeinde Thielle-Wavre, welche per 1. Januar 2009 mit der Gemeinde Marin-Epagnier zur Gemeinde La Tène fusionierte, diese wiederum 2025 mit Enges, Hauterive und Saint-Blaise zur Gemeinde Laténa.
Der deutsche Name Wabern wird heute nicht mehr verwendet.